# Unterbergla
Unterbergla è una frazione di 1 338 abitanti del comune austriaco di Groß Sankt Florian, nel distretto di Deutschlandsberg (Stiria). Già comune autonomo, il 1º gennaio 2015 è stato aggregato a Groß Sankt Florian.